# Silvio Clementelli
Silvio Clementelli (Monte Porzio Catone, 28 ottobre 1926 – Roma, 4 dicembre 2001) è stato un produttore cinematografico italiano.

## Biografia
Ha prodotto 51 film tra il 1953 e il 1991.
È stato un membro della giuria al festival di Cannes del 1989.
Ha fondato nel 1966, la Clesi Cinematografica.

## Filmografia
- Saluti e baci, regia di Maurice Labro e Giorgio Simonelli (1953)
- Difendo il mio amore, regia di Giulio Macchi e Vincent Sherman (1956)
- Poveri ma belli, regia di Dino Risi (1957)
- La nonna Sabella, regia di Dino Risi (1957)
- Belle ma povere, regia di Dino Risi (1957)
- Arrivederci Roma, regia di Roy Rowland (1957)
- Poveri milionari, regia di Dino Risi (1958)
- Venezia, la luna e tu, regia di Dino Risi (1958)
- La maja desnuda, regia di Henry Koster e Mario Russo (1958)
- Policarpo, ufficiale di scrittura, regia di Mario Soldati (1959)
- La cento chilometri, regia di Giulio Petroni (1959)
- Estate violenta, regia di Valerio Zurlini (1959)
- Ferdinando Iº re di Napoli, regia di Gianni Franciolini (1959)
- Un militare e mezzo, regia di Steno (1960)
- Dolci inganni, regia di Alberto Lattuada (1960)
- Risate di gioia, regia di Mario Monicelli (1960)
- La calda vita, regia di Florestano Vancini (1963)
- 3 notti d'amore, regia di Renato Castellani, Luigi Comencini e Franco Rossi (1964)
- Il marito è mio e l'ammazzo quando mi pare, regia di Pasquale Festa Campanile (1966)
- Non faccio la guerra, faccio l'amore, regia di Franco Rossi (1966)
- Madamigella di Maupin, regia di Mauro Bolognini (1966)
- Che notte, ragazzi!, regia di Giorgio Capitani (1966)
- La notte è fatta per... rubare, regia di Giorgio Capitani (1968)
- La matriarca, regia di Pasquale Festa Campanile (1968)
- La donna invisibile, regia di Paolo Spinola (1969)
- La monaca di Monza, regia di Eriprando Visconti (1969)
- Sequestro di persona, regia di Gianfranco Mingozzi (1969)
- Certo, certissimo, anzi... probabile, regia di Marcello Fondato (1969)
- Gott mit uns (Dio è con noi), regia di Giuliano Montaldo (1969)
- Con quale amore, con quanto amore, regia di Pasquale Festa Campanile (1970)
- Quando le donne avevano la coda, regia di Pasquale Festa Campanile (1970)
- Ninì Tirabusciò, la donna che inventò la mossa, regia di Marcello Fondato (1970)
- Addio fratello crudele, regia di Giuseppe Patroni Griffi (1971)
- Il merlo maschio, regia di Pasquale Festa Campanile (1971)
- D'amore si muore, regia di Carlo Carunchio (1972)
- Beati i ricchi, regia di Salvatore Samperi (1972)
- Jus primae noctis, regia di Pasquale Festa Campanile (1972)
- Malizia, regia di Salvatore Samperi (1973)
- Peccato veniale, regia di Salvatore Samperi (1974)
- Le farò da padre, regia di Alberto Lattuada (1974)
- Mondo di notte oggi, regia di Gianni Proia (1976)
- Marcia trionfale, regia di Marco Bellocchio (1976)
- Conviene far bene l'amore, regia di Pasquale Festa Campanile (1976)
- Scandalo, regia di Salvatore Samperi (1976)
- Al di là del bene e del male, regia di Liliana Cavani (1977) (produttore esecutivo)
- Io sono mia, regia di Sofia Scandurra (1978)
- L'ingorgo, regia di Luigi Comencini (1978)
- Ernesto, regia di Salvatore Samperi (1978)
- Salto nel vuoto, regia di Marco Bellocchio (1980)
- Odio le bionde, regia di Giorgio Capitani (1980)
- Bollenti spiriti, regia di Giorgio Capitani (1981)
- Piso pisello, regia di Peter Del Monte (1982)
- L'inchiesta, regia di Damiano Damiani (1986)
- L'estate sta finendo, regia di Bruno Cortini (1987)
- E non se ne vogliono andare!, regia di Giorgio Capitani (1988) (TV)
- Una casa a Roma, regia di Bruno Cortini (1988) (TV)
- Malizia 2000, regia di Salvatore Samperi (1991)

## Riconoscimenti
- David di Donatello
  - 1974 – David speciale
  - 1987 – Premio Alitalia
- Nastro d'argento
  - 1971 – Miglior produttore per Gott mit uns (Dio è con noi)